# Ljudi koji zure u koze
Ljudi koji zure u koze (engl. The Men Who  Stare at Goats) je filmska komedija iz 2009. u režiji Granta Heslova. Film je snimljen na osnovu pozorišne predstave Pitera Strona. Film i predstava su napravljeni na osnovu istoimenog romana Džona Ronsona.

## Radnja
Bob Vilton, reporter Dejli telegrafa istražuje čudnu pojavu. Gas Lejsi tvrdi da ima natprirodne moći. Posle porodičnih problema reporter odlazi u Kuvajt da izveštava o ratu u Iraku. I misli da je pronašao temu svog života kada se susreće sa Linom Kasadijem, kada mu ovaj priznaje da je deo specijalne jedinice koja koristi parafenomanalne sposobnosti u ratu (kao Džedaj borci). Oni mogu da čitaju misli neprijatelja, da prolaze kroz zidove i ubijaju kozu samo je netremice gledajući. Osnivač tog programa, Bil Džango je nestao i Kasedi treba da ga pronađe, a u tome će ga Bob pratiti
Džango je svoj sistem počeo da razvija tu tehnologiju a najbolji učenik je bio Lin Kasadi i Lari Huper, ali su oni rivali, koji imaju različito viđenje kako da se koristi Armija nove zemlje (engl. New Earth Army) Kasidi je insistirao na pozitivnom delu učenja, a Lari mračnu stranu. Film se dosta razlikuje od romana.

## Uloge
- Džordž Kluni kao Lin Kasadi
- Džef Bridžiz kao Bil Džango
- Kevin Spejsi kao Lari Huper
- Robert Patrik kao Tod Nikson
- Stiven Lang kao brigadni general Hopgud
- Stiven Rot kao Gas Lejsi
- Rebeka Mejder kao Debora Vilton
- Glen Moršauer kao Major Džim Holc

## Kritički odjek
O filmu su se pojavila različita mišljenja. Po Roten Tomatou 53% od 183 kritičara su pozitivno ocenili film, sa ocenom 5.7 od 10. Slažu se de je film daje laku razonodu sa elementima satire i crnog humora.

## Izdanje filma
Film je izdat i na DVD-u i na Blu Reju.

## Spoljašnje veze
- Zvanična prezentacija
- Ljudi koji zure u koze  на веб-сајту  (језик: српски)
- The Men Who Stare at Goats на веб-сајту  (језик: енглески)
- The Men Who Stare at Goats на веб-сајту  (језик: енглески)
- The Men Who Stare at Goats на веб-сајту  (језик: енглески)
- The Men Who Stare at Goats на веб-сајту  (језик: енглески)